# Marina Kiyko
Marina Kiyko (ukrainien : Марина Кийко), née le 17 janvier 1987 en RSS d'Ukraine, est une gymnaste trampoliniste ukrainienne. 

## Carrière
Marina Kiyko intègre l'équipe nationale ukrainienne en 2002.
Aux Championnats d'Europe 2006 à Metz, elle remporte le premier titre par équipe de l'histoire de l'Ukraine avec Olena Movchan, Yulia Domchevskaya et Svitlana Sigitova. 
Aux Championnats d'Europe 2008 à Odense, elle est éliminée dès les qualifications du trampoline individuel, se classant 28e. Elle conserve avec l'équipe d'Ukraine le titre par équipe.
Aux Jeux mondiaux 2013, elle remporte la médaille de bronze en trampoline synchronisé, avec Nataliia Moskvina.